# Лаура Антонели
Лаура Антонели (девојачко Антоназ; 28. новембар 1941 — 22. јун 2015) била је италијанска филмска глумица, која се појавила у 45 филмова између 1964. и 1991. године.

## Биографија
Антонели је рођена као Лаура Антоназ у Поли, Краљевина Италија (на хрватском, Пула), некадашњој престоници Истре.  После рата, њени родитељи су побегли из тадашње Југославије, живели у италијанским избегличким камповима и на крају се настанили у Напуљу,  где је њен отац нашао посао као болнички администратор. 

## Каријера
Лаурини најранији ангажмани укључивали су италијанске рекламе за Кока-колу. Године 1965. први пут се појавила у дугометражном филму у Le sedicenni, иако њен наступ није признат.  Њен амерички деби дошао је 1966. године у филму Dr. Goldfoot and the Girl Bombs. Уследиле су друге улоге; њен пробој је дошао у Malizia 1973. године. 
Радила је и у озбиљнијим филмовима, укључујући и последњи филм Лучина Висконтија, The Innocent (1976).  Касније се појавила у Passione d'Amore (1981).  Од 1986. углавном је радила на италијанским телевизијским серијама.  Освојила је награду Италијанског националног синдиката филмских новинара, Nastro d'Argento, 1974. године за Мализију.

## Лични живот
Антонели је била удата за издавача Енрика Пјачентинија, али су се развели.  Од 1972. до 1980. била је партнерка глумца Жан-Пола Белмонда. 
Дана 27. априла 1991. кокаин је пронађен током полицијске рације у Лаурином дому. Касније је осуђена за поседовање и дилање и осуђена на кућни притвор. Провела је десет година жалећи се на пресуду, која је на крају поништена. Италијански апелациони суд је 2006. пресудио у корист Антонелијеве и наложио Министарству правде да исплати глумици 108.000 евра. 
Антонели је преминула у Ладисполију 22. јуна 2015. године у 73. години од срчаног удара.  

## Филмографија
| Year | Title                              |
| ---- | ---------------------------------- |
| 1964 | The Magnificent Cuckold            |
| 1965 | 16 Year Olds                       |
| 1966 | Dr. Goldfoot and the Girl Bombs    |
| 1967 | Pardon, Are You For or Against?    |
| 1968 | La Rivoluzione sessuale            |
| 1969 | Detective Belli                    |
| 1969 | The Archangel                      |
| 1969 | Venus in Furs                      |
| 1970 | A Man Called Sledge                |
| 1970 | Bali                               |
| 1970 | Gradiva                            |
| 1971 | The Married Couple of the Year Two |
| 1971 | Without Apparent Motive            |
| 1971 | Il merlo maschio                   |
| 1972 | The Senator Likes Women            |
| 1972 | Dr. Popaul                         |
| 1973 | How Funny Can Sex Be?              |
| 1973 | Malicious (aka Malizia)            |
| 1974 | Lovers and Other Relatives         |
| 1974 | Simona                             |
| 1974 | Till Marriage Do Us Part           |
| 1975 | The Divine Nymph                   |
| 1976 | The Innocent                       |
| 1977 | Wifemistress                       |
| 1977 | Tre scimmie d'oro                  |
| 1977 | Black Journal                      |
| 1979 | Tigers in Lipstick                 |
| 1979 | Il malato immaginario              |
| 1979 | Inside Laura Antonelli             |
| 1980 | I'm Getting a Yacht                |
| 1981 | Passion of Love                    |
| 1981 | Il turno                           |
| 1981 | Chaste and Pure                    |
| 1982 | Porca vacca                        |
| 1982 | Sesso e volentieri                 |
| 1982 | Viuuulentemente mia                |
| 1985 | Slices of Life                     |
| 1985 | The Trap                           |
| 1986 | The Venetian Woman                 |
| 1986 | Grandi magazzini                   |
| 1987 | Rimini Rimini                      |
| 1987 | Roba da ricchi                     |
| 1989 | Disperatamente Giulia              |
| 1990 | The Miser                          |
| 1991 | Malizia 2000                       |